# Kotahitanga
El moviment Kotahitanga és una organització dels maoris de Nova Zelanda que deriva del Northland Movement i del Maori Parliament, que en foren organitzacions predecessores. La paraula vol dir "un sol" però també té el sentit d'"integració". Kotahi significa una cosa que està unida o que és el mateix (i és el nombre 1 en llengua maori), i Tanga significa unitat. Es refereix sempre a la integració o la unificació de les tribus maoris.